# All I Want for Christmas Is New Year’s Day
All I Want for Christmas Is New Year’s Day (deutsch: „Alles, was ich zu Weihnachten möchte, ist Neujahr“) ist ein Lied des britischen Synthiepop-Duos Hurts. In der ersten Woche der Veröffentlichung wurde das Lied im Vereinigten Königreich und Irland zum kostenlosen Download bei iTunes angeboten und war die „Single der Woche“. Sie erreichte Platz 67 in Österreich.

## Hintergrund
Hurts erklärten im Hinblick auf die Veröffentlichung des Songs, dass „es um das schlimmste Weihnachten ihres Lebens geht, welches wir an dem besten Weihnachten unseres Lebens veröffentlichen. Außerdem benutzten wir Castmitglieder unserer früheren Musikvideos, sodass es wie eine Hurts-Weihnachtsfeier ist… auf einem Friedhof.“

## Kritik
Fraser McAlpine schrieb für den BBC’s Chart Blog, dass das Lied „traurig“ und „würdevoll“ sei, außerdem lobt er den großartigen Refrain und „das Rohrglockenspiel, die Glockenstäbe, das funkelnde Klavier und die boomenden Drums, und besonders das traurige Ärgern, sodass es sowohl magisch, als auch tiefgründig klingt.“ (englisch: “the tubular bells, the sleighbells, the twinkling piano and the booming drums, and all of that mournful huffing, and it sounds both magical and deep.”) Der Digital-Spy-Kritiker Robert Cospey gab der „Schnulze“ (englisch: „tearjerker“) fünf Sterne, weil er behauptet, dass das Lied in eine erhebende Hymne erblühen wird (englisch: „blossoms into an uplifting anthem“).

## Musikvideo
Das Musikvideo findet auf einem Friedhof statt, auf dem die Bandmitglieder und andere Menschen (Charaktere von den Musikvideos zu Better Than Love, Wonderful Life und Stay) sich um ein Grab versammeln, aus dem ein Weihnachtsbaum kommt.

## Chartplatzierungen
| Periode   | Höchstplatzierung, GesamtwochenChartplatzierungen (Periode, Platzierungen, Wochen) | Höchstplatzierung, GesamtwochenChartplatzierungen (Periode, Platzierungen, Wochen) |
| Periode   | DE                                                                                 | AT                                                                                 |
| --------- | ---------------------------------------------------------------------------------- | ---------------------------------------------------------------------------------- |
| 2010/11   | —                                                                                  | AT67 (1 Wo.)AT                                                                     |
|           |                                                                                    |                                                                                    |
|           |                                                                                    |                                                                                    |
| 2017/18   | DE76 (1 Wo.)DE                                                                     | —                                                                                  |
| 2018/19   | DE97 (1 Wo.)DE                                                                     | —                                                                                  |
|           |                                                                                    |                                                                                    |
|           |                                                                                    |                                                                                    |
| 2020/21   | DE76 (1 Wo.)DE                                                                     | —                                                                                  |
| 2021/22   | DE79 (1 Wo.)DE                                                                     | —                                                                                  |
| 2022/23   | DE76 (1 Wo.)DE                                                                     | —                                                                                  |
| 2023/24   | DE78 (1 Wo.)DE                                                                     | —                                                                                  |
| 2024/25   | DE66 (1 Wo.)DE                                                                     | —                                                                                  |
| Insgesamt | DE66 (7 Wo.)DE                                                                     | AT67 (1 Wo.)AT                                                                     |